# Robertus borealis
Robertus borealis är en spindelart som först beskrevs av Benjamin J. Kaston 1946.  Robertus borealis ingår i släktet fuktspindlar, och familjen klotspindlar. Inga underarter finns listade i Catalogue of Life.